# Lijst van premiers van Luxemburg
Dit is een lijst van premiers van Luxemburg.

## Beknopt overzicht
| 1083      | Graafschap Luxemburg |
| 1354      | Hertogdom Luxemburg |
| 1457      | Luxemburg onderdeel van de Spaanse Nederlanden                                                                                   |
| 1684      | Luxemburg onderdeel van Frankrijk                                                                                                |
| 1698      | Luxemburg onderdeel van de Spaanse Nederlanden (Oostenrijkse Nederlanden)                                                        |
| 1792-1815 | Franse bezetting van Luxemburg                                                                                                   |
| 1815      | 16 mei: Hertogdom Luxemburg in personele unie verbonden met Nederland (Hertog Willem I, koning van de Nederlanden)               |
|           | 9 juni: Groothertogdom Luxemburg in personele unie verbonden met Nederland (De Groothertogen zijn tevens koningen van Nederland) |
| 1830      | Belgische revolutionairen verklaren dat Luxemburg een integraal deel is van België                                               |
| 1831-1839 | Belgisch bestuur over Luxemburg met uitzondering van het Fort Luxemburg                                                          |
| 1839      | Herstel Nederlands bestuur over het Groothertogdom Luxemburg                                                                     |
| 1849      | Luxemburg krijgt eigen bestuur                                                                                                   |
| 1890      | Einde personele unie van het Groothertogdom Luxemburg met Nederland. Begin regering van het Huis Nassau-Weilburg                 |
| 1914-1918 | Duitse bezetting |
| 1940-1944 | Duitse bezetting |
| 1944-1945 | Noordelijk deel van Luxemburg opnieuw bezet door Duitsland ten tijde van het Ardennenoffensief                                   |

## Premiers van Luxemburg (1848-heden)

### Presidenten van de raad (1848-1857)
| President van de raad | President van de raad                             | Ambtstermijn      | Ambtstermijn      | Partij     |
| --------------------- | ------------------------------------------------- | ----------------- | ----------------- | ---------- |
|                       | Gaspar-Théodore-Ignace de la Fontaine (1787-1871) | 1 augustus 1848   | 2 december 1848   | cons.-lib. |
|                       | Jean Jacques Madelaine Willmar (1792-1866)        | 2 december 1848   | 23 september 1853 | lib.       |
|                       | Mathias Simons (1802-1874)                        | 23 september 1853 | 29 november 1857  | cons.-lib. |

### Presidenten van de Regering (1857-1926)
| President van de Regering | President van de Regering                   | Ambtstermijn      | Ambtstermijn      | Partij     | Partij |
| ------------------------- | ------------------------------------------- | ----------------- | ----------------- | ---------- | ------ |
|                           | Mathias Simons (1802-1874)                  | 29 november 1857  | 26 september 1860 | cons.-lib. |        |
|                           | Baron Victor de Tornaco (1805-1875)         | 26 september 1860 | 3 december 1867   | lib.       |        |
|                           | Lambert Joseph Emmanuel Servais (1811-1890) | 3 december 1867   | 26 december 1874  | lib.       |        |
|                           | Baron Félix de Blochausen (1834-1915)       | 26 december 1874  | 20 februari 1885  | lib.       |        |
|                           | Jules Georges Édouard Thilges (1817-1904)   | 20 februari 1885  | 22 september 1888 | lib.       |        |
|                           | Paul Eyschen (1841-1915)                    | 22 september 1888 | 12 oktober 1915   | lib.       |        |
|                           | Mathias Mongenast (1843-1926) (waarnemend)  | 12 oktober 1915   | 6 november 1915   | lib.       |        |
|                           | Hubert Loutsch (1878-1946)                  | 6 november 1915   | 24 februari 1916  | cons.      |        |
|                           | Victor Thorn (1844-1930)                    | 24 februari 1916  | 29 juni 1917      | lib.       |        |
|                           | Léon Kauffman (1869-1952)                   | 19 juni 1917      | 28 september 1918 | PD         |        |
|                           | Émile Reuter (1874-1973)                    | 28 september 1918 | 19 maart 1925     | PD         |        |
|                           | Pierre Prüm (1886-1950)                     | 19 maart 1925     | 16 juli 1926      | NIP        |        |

## Premiers van Luxemburg (1926–heden)
| Nr.  | Premier van Luxemburg Premierministere vu Lëtzebuerg | Premier van Luxemburg Premierministere vu Lëtzebuerg | Premier van Luxemburg Premierministere vu Lëtzebuerg | Ambtstermijn     | Ambtstermijn     | Partij(en)                        | Kabinet(ten)        | Verkiezing(en)       | Groothertog(in)       |
| ---- | ---------------------------------------------------- | ---------------------------------------------------- | ---------------------------------------------------- | ---------------- | ---------------- | --------------------------------- | ------------------- | -------------------- | --------------------- |
| 15   |                                                      | Joseph Bech                                          | Joseph Bech (1887–1975)                              | 16 juli 1926     | 5 november 1937  | Parti de la Droite                | Bech I              | 1928                 | Charlotte (1919–1964) |
| 15   | Bech II                                              | Joseph Bech                                          | Joseph Bech (1887–1975)                              | 16 juli 1926     | 5 november 1937  | Parti de la Droite                | 1931                |                      | Charlotte (1919–1964) |
| 15   | Bech III                                             | Joseph Bech                                          | Joseph Bech (1887–1975)                              | 16 juli 1926     | 5 november 1937  | Parti de la Droite                | 1934                |                      | Charlotte (1919–1964) |
| 15   | Bech IV                                              | Joseph Bech                                          | Joseph Bech (1887–1975)                              | 16 juli 1926     | 5 november 1937  | Parti de la Droite                | 1937                |                      | Charlotte (1919–1964) |
| 16   |                                                      | Pierre Dupong                                        | Pierre Dupong (1885–1953)                            | 5 november 1937  | 23 december 1953 | Parti de la Droite                | 1937                | Dupong-Krier         | Charlotte (1919–1964) |
| 16   | Regering in Ballingschap                             | Pierre Dupong                                        | Pierre Dupong (1885–1953)                            | 5 november 1937  | 23 december 1953 | Parti de la Droite                | 1937                |                      | Charlotte (1919–1964) |
| 16   |                                                      | Pierre Dupong                                        | Pierre Dupong (1885–1953)                            | 5 november 1937  | 23 december 1953 | Chrëschtlech Sozial Vollekspartei | 1937                | Bevrijdingsregering  | Charlotte (1919–1964) |
| 16   | Nationale Unie                                       | Pierre Dupong                                        | Pierre Dupong (1885–1953)                            | 5 november 1937  | 23 december 1953 | Chrëschtlech Sozial Vollekspartei | 1945                |                      | Charlotte (1919–1964) |
| 16   | Dupong-Schaus                                        | Pierre Dupong                                        | Pierre Dupong (1885–1953)                            | 5 november 1937  | 23 december 1953 | Chrëschtlech Sozial Vollekspartei | 1948                |                      | Charlotte (1919–1964) |
| 16   | Dupong-Bodson                                        | Pierre Dupong                                        | Pierre Dupong (1885–1953)                            | 5 november 1937  | 23 december 1953 | Chrëschtlech Sozial Vollekspartei | 1951                |                      | Charlotte (1919–1964) |
| (15) |                                                      | Joseph Bech                                          | Joseph Bech (1887–1975)                              | 29 december 1953 | 29 maart 1958    | Chrëschtlech Sozial Vollekspartei | 1951                | Bech-Bodson I        | Charlotte (1919–1964) |
| (15) | Bech-Bodson II                                       | Joseph Bech                                          | Joseph Bech (1887–1975)                              | 29 december 1953 | 29 maart 1958    | Chrëschtlech Sozial Vollekspartei | 1954                |                      | Charlotte (1919–1964) |
| 17   |                                                      |                                                      | Pierre Frieden (1892–1959)                           | 29 maart 1958    | 23 februari 1959 | Chrëschtlech Sozial Vollekspartei | Frieden             | 1959                 | Charlotte (1919–1964) |
| 18   |                                                      | Pierre Werner                                        | Pierre Werner (1913–2002)                            | 1 maart 1959     | 15 juni 1974     | Chrëschtlech Sozial Vollekspartei | Werner-Schaus I     | 1959                 | Charlotte (1919–1964) |
| 18   | Werner-Cravatte                                      | Pierre Werner                                        | Pierre Werner (1913–2002)                            | 1 maart 1959     | 15 juni 1974     | Chrëschtlech Sozial Vollekspartei | 1964                |                      | Charlotte (1919–1964) |
| 18   | Werner-Cravatte                                      | Pierre Werner                                        | Pierre Werner (1913–2002)                            | 1 maart 1959     | 15 juni 1974     | Chrëschtlech Sozial Vollekspartei | 1964                | Jan (1964–2000)      |                       |
| 18   | Werner-Schaus II                                     | Pierre Werner                                        | Pierre Werner (1913–2002)                            | 1 maart 1959     | 15 juni 1974     | Chrëschtlech Sozial Vollekspartei | 1968                |                      |                       |
| 19   |                                                      | Gaston Thorn                                         | Gaston Thorn (1928–2007)                             | 15 juni 1974     | 16 juli 1979     | Demokratesch Partei               | Thorn-Vouel-Berg    | 1974                 |                       |
| (18) |                                                      | Pierre Werner                                        | Pierre Werner (1913–2002)                            | 16 juli 1979     | 20 juli 1984     | Chrëschtlech Sozial Vollekspartei | Werner-Thorn        | 1979                 |                       |
| (18) | Werner-Flesch                                        | Pierre Werner                                        | Pierre Werner (1913–2002)                            | 16 juli 1979     | 20 juli 1984     | Chrëschtlech Sozial Vollekspartei |                     | 1979                 |                       |
| 20   |                                                      | Jacques Santer                                       | Jacques Santer (1937)                                | 20 juli 1984     | 20 januari 1995  | Chrëschtlech Sozial Vollekspartei | Santer-Poos I       | 1984                 |                       |
| 20   | Santer-Poos II                                       | Jacques Santer                                       | Jacques Santer (1937)                                | 20 juli 1984     | 20 januari 1995  | Chrëschtlech Sozial Vollekspartei | 1989                |                      |                       |
| 20   | Santer-Poos III                                      | Jacques Santer                                       | Jacques Santer (1937)                                | 20 juli 1984     | 20 januari 1995  | Chrëschtlech Sozial Vollekspartei | 1994                |                      |                       |
| 21   |                                                      | Jean-Claude Juncker                                  | Jean-Claude Juncker (1954)                           | 20 januari 1995  | 4 december 2013  | Chrëschtlech Sozial Vollekspartei | 1994                | Juncker-Poos         |                       |
| 21   | Juncker-Polfer                                       | Jean-Claude Juncker                                  | Jean-Claude Juncker (1954)                           | 20 januari 1995  | 4 december 2013  | Chrëschtlech Sozial Vollekspartei | 1999                |                      |                       |
| 21   | Juncker-Polfer                                       | Jean-Claude Juncker                                  | Jean-Claude Juncker (1954)                           | 20 januari 1995  | 4 december 2013  | Chrëschtlech Sozial Vollekspartei | 1999                | Hendrik (2000–heden) |                       |
| 21   | Juncker- Asselborn I                                 | Jean-Claude Juncker                                  | Jean-Claude Juncker (1954)                           | 20 januari 1995  | 4 december 2013  | Chrëschtlech Sozial Vollekspartei | 2004                |                      |                       |
| 21   | Juncker- Asselborn II                                | Jean-Claude Juncker                                  | Jean-Claude Juncker (1954)                           | 20 januari 1995  | 4 december 2013  | Chrëschtlech Sozial Vollekspartei | 2009                |                      |                       |
| 22   |                                                      | Xavier Bettel                                        | Xavier Bettel (1973)                                 | 4 december 2013  | 17 november 2023 | Demokratesch Partei               | Bettel- Schneider I | 2013                 |                       |
| 22   | Bettel- Schneider II                                 | Xavier Bettel                                        | Xavier Bettel (1973)                                 | 4 december 2013  | 17 november 2023 | Demokratesch Partei               | 2018                |                      |                       |
| 23   |                                                      | Luc Frieden                                          | Luc Frieden (1963)                                   | 17 november 2023 | heden            | Chrëschtlech Sozial Vollekspartei | Frieden-Bettel      | 2023                 |                       |

## Tijdlijn
Afkortingen:
- CSV = Chrëschtlich Sozial Vollekspartei (Christelijk-Sociale Volkspartij; christendemocratisch)
- DP = Demokratesch Partei (Democratische Partij; liberaal)
- PD = Parti de la Droite (Partij van Rechts; conservatief)
- NIP = Parti National Indépendante (Nationale Onafhankelijkheidspartij; liberaal-democratisch)